# Rai Sport
«Rai Sport» (Рай Спорт) — італійський спортивний телеканал державної телерадіомовної корпорації «Rai». Почав мовлення 1 лютого 1999 року. Задуманий і курується редакцією «Rai Sport» (спортивною редакцією «Rai»).

## Програмна політика
Канал повністю спортивний. Транслює спортивні новини та прямі трансляції змагань з різних видів спорту 24 години на добу. Деякі з видів спорту, які можна на ньому побачити, основні італійські канали не показують. Також у програмі аналітичні передачі..
Канал транслює як італійські національні, так і міжнародні змагання, особливо з так званих в Італії «міноритарних» (малопопулярних і без великих фінансових ресурсів) видів спорту, які зазвичай не показуються ні на основних каналах Італії, ні навіть на платних.

## Історія
«Rai Sport Satellite» розпочав мовлення у 1999 році. Ідея запустити спеціальний спортивний канал виникла у спортивній редакції «Rai».
Під час Джиро д'Італія 2008 канал був перейменований в «Rai Sport Più» («Раі Спорт Плюс») і почав частина змагань, як, наприклад, Чемпіонат Європи з футболу 2008 або Літні Олімпійські ігри 2008 року транслювати в широкоекранному форматі 16:9.
18 травня 2010 був запущений другий телеканал, «Rai Sport 2».